# Scabricola dampierensis
Scabricola dampierensis is een slakkensoort uit de familie van de Mitridae. De wetenschappelijke naam van de soort is voor het eerst geldig gepubliceerd in 1998 door Salisbury & Heinicke.